# III liga polska w piłce nożnej (2005/2006)
III liga (2005/2006) – 54. edycja trzeciego poziomu rozgrywkowego w Polsce. Rozgrywki toczone były w 4 grupach terytorialnych. Mistrzowie uzyskali awans do II ligi na sezon 2006/07, natomiast drugie drużyny rozgrywały baraże z drużynami 12-15 w tabeli II ligi w sezonie 2005/06.

## Grupa I

### Drużyny
| Uczestnicy poprzedniej edycji                                                                                 | Uczestnicy poprzedniej edycji | Uczestnicy poprzedniej edycji | Uczestnicy poprzedniej edycji |
| --- | ----------------------------- | ----------------------------- | ----------------------------- |
| ZNI | Znicz Pruszków                | 21                            |                               |
| ŁOM | ŁKS Łomża                     | 3                             |                               |
| PAR | Ceramika Paradyż              | 4                             |                               |
| STR | Unia Skierniewice             | 5                             |                               |
| PEL | Pelikan Łowicz                | 6                             |                               |
| STA | Stal Głowno                   | 7                             |                               |
| LE2 | Legia II Warszawa             | 8                             |                               |
| GRÓ | Mazowsze Grójec               | 9                             |                               |
| KOZ | MG MZKS Kozienice             | 10                            |                               |
| RWM | Ruch Wysokie Mazowieckie      | 11                            |                               |
| Spadek z II ligi 2004/2005                                                                                    |                               |                               |                               |
| MŁA | MKS Mława                     | 17                            |                               |
| RKS | RKS Radomsko                  | 182                           |                               |
| Awans z IV ligi 2004/2005                                                                                     |                               |                               |                               |
| grupa łódzka                                                                                                  |                               |                               |                               |
| GŁĘ | Górnik Łęczyca                | 1                             |                               |
| grupa mazowiecka                                                                                              |                               |                               |                               |
| DOL | Dolcan Ząbki                  | 1                             |                               |
| grupa podlaska                                                                                                |                               |                               |                               |
| WIG | Wigry Suwałki                 | 1                             |                               |
| grupa warmińsko-mazurska                                                                                      |                               |                               |                               |
| JEZ | Jeziorak Iława                | 1                             |                               |
| Oznaczenia: - kolumna pierwsza – skróty nazw drużyn, - kolumna trzecia – miejsce zajęte w poprzednim sezonie. |                               |                               |                               |

Objaśnienia:
1. Znicz Pruszków przegrał baraże o awans do II ligi z Ruchem Chorzów.
2. RKS Radomsko wycofał się po 8. kolejce.

### Tabela końcowa
| Lp. | Drużyna                  | M  | Z  | R  | P  | Bramki | Bramki | Różn. | Pkt | Uwagi                       | Bezpośrednio                |
| --- | ------------------------ | -- | -- | -- | -- | ------ | ------ | ----- | --- | --------------------------- | --------------------------- |
| 1   | ŁKS Łomża (M) (A)        | 28 | 22 | 5  | 1  | 59     | 14     | +45   | 71  | Awans do II ligi            |                             |
| 2   | Pelikan Łowicz (B)       | 28 | 16 | 9  | 3  | 48     | 14     | +34   | 57  | Baraże o II ligę            |                             |
| 3   | Mazowsze Grójec          | 28 | 13 | 7  | 8  | 49     | 33     | +16   | 46  |                             |                             |
| 4   | Ruch Wysokie Mazowieckie | 28 | 11 | 10 | 7  | 44     | 35     | +9    | 43  |                             |                             |
| 5   | Znicz Pruszków           | 28 | 11 | 7  | 10 | 40     | 36     | +4    | 40  |                             |                             |
| 6   | Stal Głowno              | 28 | 10 | 9  | 9  | 33     | 33     | 0     | 39  |                             |                             |
| 7   | MG MZKS Kozienice        | 28 | 10 | 6  | 12 | 29     | 45     | −16   | 36  |                             |                             |
| 8   | KS Paradyż               | 28 | 8  | 11 | 9  | 37     | 30     | +7    | 35  |                             |                             |
| 9   | Wigry Suwałki            | 28 | 10 | 3  | 15 | 27     | 52     | −25   | 33  | WIG – STR 2:1 STR – WIG 0:1 |                             |
| 10  | Unia Skierniewice        | 28 | 8  | 9  | 11 | 38     | 45     | −7    | 33  | WIG – STR 2:1 STR – WIG 0:1 |                             |
| 11  | Legia II Warszawa (S)    | 28 | 9  | 5  | 14 | 36     | 44     | −8    | 32  | Spadek do IV ligi           |                             |
| 12  | Jeziorak Iława (S)       | 28 | 6  | 12 | 10 | 33     | 44     | −11   | 30  | Spadek do IV ligi           |                             |
| 13  | MKS Mława (S)            | 28 | 7  | 6  | 15 | 23     | 40     | −17   | 27  | Spadek do IV ligi           | MŁA – GŁĘ 1:0 GŁĘ – MŁA 1:4 |
| 14  | Górnik Łęczyca (S)       | 28 | 7  | 6  | 15 | 29     | 38     | −9    | 27  | Spadek do IV ligi           | MŁA – GŁĘ 1:0 GŁĘ – MŁA 1:4 |
| 15  | Dolcan Ząbki (S)         | 28 | 6  | 7  | 15 | 28     | 50     | −22   | 25  | Spadek do IV ligi           |                             |
| -   | RKS Radomsko1            | 0  | 0  | 0  | 0  | 0      | 0      | 0     | 0   | Drużyna wycofana            |                             |

* Czołówka strzelców: 18 goli – Michał Kowalczyk (Mazowsze Grójec),
14 goli – Hubert Robaszek (Ceramika Paradyż),
12 goli – Marcin Truszkowski (ŁKS Łomża) i Robert Wilk (Pelikan Łowicz),
11 goli – Cezary Czpak (Mazowsze Grójec), Radosław Kowalczyk (Pelikan Łowicz) i Adrian Świątek (Stal Gosso Głowno),
10 goli – Piotr Trafarski (Jeziorak Iława),
źródło

### Baraże o II ligę
| 15 czerwca 2006 | Pelikan Łowicz | 1:1   | Podbeskidzie Bielsko-Biała |                                                                  |
| 17:00           | Kowalczyk 75'  | (0:0) | Podstawek 59'              | Łowicz, Stadion Pelikana Widzów: 1750 Sędzia: Paweł Gil (Lublin) |

| 18 czerwca 2006 | Podbeskidzie Bielsko-Biała                            | 5:2   | Pelikan Łowicz               |                                                                              |
| 17:00           | Chrapek 20', 42', 84' · Kołodziej 78' · Masternak 90' | (2:1) | Kowalczyk 14' · Kosiorek 67' | Bielsko-Biała, Stadion Miejski Widzów: 2200 Sędzia: Grzegorz Dubiel (Kraków) |

Zwycięzca: Podbeskidzie Bielsko-Biała

## Grupa II

### Drużyny
| Uczestnicy poprzedniej edycji                                                                                 | Uczestnicy poprzedniej edycji | Uczestnicy poprzedniej edycji | Uczestnicy poprzedniej edycji |
| --- | ----------------------------- | ----------------------------- | ----------------------------- |
| UNI | Unia Janikowo                 | 21                            |                               |
| TKP | TKP Toruń                     | 3                             |                               |
| WAR | Warta Poznań                  | 4                             |                               |
| KAS | Kaszubia Kościerzyna          | 5                             |                               |
| KOT | Kotwica Kołobrzeg             | 6                             |                               |
| TUR | Tur Turek                     | 7                             |                               |
| FLO | Flota Świnoujście             | 8                             |                               |
| AM2 | Amica II Wronki               | 9                             |                               |
| CHE | Chemik Bydgoszcz              | 10                            |                               |
| KOŚ | Obra Kościan                  | 11                            |                               |
| LP2 | Lech II Poznań                | 12                            |                               |
| MGN | Mieszko Gniezno               | 13                            |                               |
| Awans z IV ligi 2004/2005                                                                                     |                               |                               |                               |
| grupa kujawsko-pomorska                                                                                       |                               |                               |                               |
| ZDR | Zdrój Ciechocinek             | 1                             |                               |
| grupa pomorska                                                                                                |                               |                               |                               |
| CAR | Cartusia Kartuzy              | 1                             |                               |
| grupa wielkopolska południowa                                                                                 |                               |                               |                               |
| GOS | Kania Gostyń                  | 12                            |                               |
| grupa warmińsko-mazurska                                                                                      |                               |                               |                               |
| KPP | KP Police                     | 1                             |                               |
| Oznaczenia: - kolumna pierwsza – skróty nazw drużyn, - kolumna trzecia – miejsce zajęte w poprzednim sezonie. |                               |                               |                               |

Objaśnienia:
1. Unia Janikowo przegrała baraże o awans do II ligi z Piastem Gliwice.
2. Kania Gostyń wygrała baraże o awans do III ligi z Nielbą Wągrowiec.

### Tabela końcowa
| Lp. | Drużyna                | M  | Z  | R  | P  | Bramki | Bramki | Różn. | Pkt | Uwagi                            | Bezpośrednio |
| --- | ---------------------- | -- | -- | -- | -- | ------ | ------ | ----- | --- | -------------------------------- | ------------ |
| 1   | Kania Gostyń1 (M)      | 30 | 17 | 7  | 6  | 46     | 23     | +23   | 58  |                                  |              |
| 2   | Unia Janikowo1 (B) (A) | 30 | 15 | 12 | 3  | 49     | 28     | +21   | 57  | Baraże o II ligęAwans do II ligi |              |
| 3   | Toruński KP            | 30 | 15 | 6  | 9  | 52     | 33     | +19   | 51  |                                  |              |
| 4   | Amica II Wronki        | 30 | 14 | 7  | 9  | 54     | 40     | +14   | 49  |                                  |              |
| 5   | Zdrój Ciechocinek      | 30 | 14 | 5  | 11 | 46     | 40     | +6    | 47  | ZDR – MGN 0:1 MGN – ZDR 0:3      |              |
| 6   | Mieszko Gniezno        | 30 | 11 | 14 | 5  | 37     | 28     | +9    | 47  | ZDR – MGN 0:1 MGN – ZDR 0:3      |              |
| 7   | Tur Turek              | 30 | 12 | 10 | 8  | 55     | 40     | +15   | 46  |                                  |              |
| 8   | Kaszubia Kościerzyna   | 30 | 12 | 9  | 9  | 43     | 44     | −1    | 45  |                                  |              |
| 9   | Warta Poznań           | 30 | 12 | 8  | 10 | 37     | 33     | +4    | 44  |                                  |              |
| 10  | KP Police              | 30 | 10 | 7  | 13 | 38     | 49     | −11   | 37  |                                  |              |
| 11  | Kotwica Kołobrzeg      | 30 | 8  | 10 | 12 | 32     | 40     | −8    | 34  |                                  |              |
| 12  | Cartusia Kartuzy       | 30 | 8  | 8  | 14 | 33     | 43     | −10   | 32  |                                  |              |
| 13  | Lech II Poznań         | 30 | 8  | 5  | 17 | 36     | 59     | −23   | 29  |                                  |              |
| 14  | Chemik Bydgoszcz (S)   | 30 | 7  | 7  | 16 | 26     | 37     | −11   | 28  | Spadek do IV ligi                |              |
| 15  | Flota Świnoujście (S)  | 30 | 6  | 8  | 16 | 27     | 54     | −27   | 26  | Spadek do IV ligi                |              |
| 16  | Obra Kościan (S)       | 30 | 4  | 11 | 15 | 24     | 44     | −20   | 23  | Spadek do IV ligi                |              |

* Czołówka strzelców: 15 goli – Damian Dudziński (Drutex Kaszubia Kościerzyna) i Krzysztof Kretkowski (Zdrój Ciechocinek 8, Unia Janikowo 7),
13 goli – Dawid Nowak (Zdrój Ciechocinek),
12 goli – Adam Cieśliński (Toruński KP),
11 goli – Karol Bilski (Unia Janikowo 4, Chemik Bydgoszcz 7), Piotr Cetnarowicz (Tur Turek), Szymon Pawłowski (LBN Mieszko Gniezno), Krzysztof Piosik (Warta Poznań) i Janusz Surdykowski (Amica II Wronki),
10 goli – Krzysztof Mikuła (Flota Świnoujście) i Waldemar Przysiuda (Unia Janikowo).
Źródło

### Baraże o II ligę
| 15 czerwca 2006 | Unia Janikowo | 0:0 | Polonia Bytom |                                                                           |
| 17:00           |               |     |               | Janikowo, Stadion Miejski Widzów: 4000 Sędzia: Piotr Siedlecki (Szczecin) |

| 18 czerwca 2006 | Polonia Bytom | 1:0   | Unia Janikowo |                                                                                          |
| 17:00           | Rybski 62'    | (0:0) |               | Bytom, Stadion im. Edwarda Szymkowiaka Widzów: 2500 Sędzia: Piotr Aleksandrowicz (Radom) |

Zwycięzca: Polonia Bytom

## Grupa III

### Drużyny
| Uczestnicy poprzedniej edycji                                                                                 | Uczestnicy poprzedniej edycji | Uczestnicy poprzedniej edycji | Uczestnicy poprzedniej edycji |
| --- | ----------------------------- | ----------------------------- | ----------------------------- |
| PWR | Polar Wrocław                 | 3                             |                               |
| RRA | Ruch Radzionków               | 4                             |                               |
| MIE | Miedź Legnica                 | 5                             |                               |
| ROZ | Rozwój Katowice               | 6                             |                               |
| PRŻ | Promień Żary                  | 7                             |                               |
| JAS | Górnik Jastrzębie Zdrój       | 82                            |                               |
| ANS | Arka Nowa Sól                 | 9                             |                               |
| CHG | Chrobry Głogów                | 10                            |                               |
| WAM | Walka Makoszowy               | 11                            |                               |
| ODO | Odra Opole                    | 12                            |                               |
| LZG | Lechia Zielona Góra           | 13                            |                               |
| PSŁ | Polonia Słubice               | 143                           |                               |
| Awans z IV ligi 2004/2005                                                                                     |                               |                               |                               |
| grupa dolnośląska                                                                                             |                               |                               |                               |
| GKW | Gawin Królewska Wola          | 1                             |                               |
| grupa lubuska                                                                                                 |                               |                               |                               |
| POG | Pogoń Świebodzin              | 1                             |                               |
| grupa opolska                                                                                                 |                               |                               |                               |
| SKG | Skalnik Gracze                | 1                             |                               |
| grupa śląska I                                                                                                |                               |                               |                               |
| RAK | Raków Częstochowa             | 1                             |                               |
| Oznaczenia: - kolumna pierwsza – skróty nazw drużyn, - kolumna trzecia – miejsce zajęte w poprzednim sezonie. |                               |                               |                               |

Objaśnienia:
1. Raków Częstochowa wygrał baraże o awans do III ligi z Koszarawą Żywiec.
2. Górnik Jastrzębie Zdrój zmienił nazwę na GKS Jastrzębie.
3. Po wycofaniu się GKS-u Katowice (spadkowicza z I ligi), Szczakowianka Jaworzno utrzymała się w II lidze. Zwolnione miejsce w III lidze zajęła Polonia Słubice.

### Tabela końcowa
| Lp. | Drużyna               | M  | Z  | R  | P  | Bramki | Bramki | Różn. | Pkt | Uwagi                       | Bezpośrednio                |
| --- | --------------------- | -- | -- | -- | -- | ------ | ------ | ----- | --- | --------------------------- | --------------------------- |
| 1   | Miedź Legnica (M) (A) | 30 | 15 | 10 | 5  | 44     | 23     | +21   | 55  | Awans do II ligi            |                             |
| 2   | Odra Opole (B)        | 30 | 14 | 12 | 4  | 40     | 20     | +20   | 54  | Baraże o II ligę            | ODO – JAS 1:1 JAS – ODO 2:2 |
| 3   | GKS Jastrzębie        | 30 | 16 | 6  | 8  | 54     | 32     | +22   | 54  |                             | ODO – JAS 1:1 JAS – ODO 2:2 |
| 4   | Gawin Królewska Wola  | 30 | 12 | 10 | 8  | 45     | 36     | +9    | 46  |                             |                             |
| 5   | Rozwój Katowice       | 30 | 10 | 14 | 6  | 23     | 20     | +3    | 44  |                             |                             |
| 6   | Chrobry Głogów        | 30 | 12 | 7  | 11 | 42     | 32     | +10   | 43  | CHG – RAK 1:0 RAK – CHG 0:1 |                             |
| 7   | Raków Częstochowa     | 30 | 12 | 7  | 11 | 45     | 28     | +17   | 43  | CHG – RAK 1:0 RAK – CHG 0:1 |                             |
| 8   | Lechia Zielona Góra   | 30 | 11 | 9  | 10 | 35     | 27     | +8    | 42  |                             |                             |
| 9   | Skalnik Gracze        | 30 | 10 | 8  | 12 | 32     | 35     | −3    | 38  | SKG – WAM 0:0 WAM – SKG 1:3 |                             |
| 10  | Walka Makoszowy       | 30 | 9  | 11 | 10 | 27     | 36     | −9    | 38  | SKG – WAM 0:0 WAM – SKG 1:3 |                             |
| 11  | Arka Nowa Sól         | 30 | 8  | 10 | 12 | 28     | 38     | −10   | 34  | ANS – POG 1:0 POG – ANS 1:2 |                             |
| 12  | Pogoń Świebodzin      | 30 | 9  | 7  | 14 | 31     | 42     | −11   | 34  | ANS – POG 1:0 POG – ANS 1:2 |                             |
| 13  | Polonia Słubice       | 30 | 7  | 12 | 11 | 26     | 35     | −9    | 33  | PSŁ – RRA 3:0 RRA – PSŁ 2:0 |                             |
| 14  | Ruch Radzionków (S)   | 30 | 8  | 9  | 13 | 28     | 39     | −11   | 33  | PSŁ – RRA 3:0 RRA – PSŁ 2:0 | Spadek do IV ligi           |
| 15  | Polar Wrocław1,2      | 30 | 9  | 8  | 13 | 31     | 49     | −18   | 32  | Drużyna rozwiązana          |                             |
| 16  | Promień Żary (S)      | 30 | 2  | 12 | 16 | 16     | 55     | −39   | 18  | Spadek do IV ligi           |                             |

* Czołówka strzelców: 14 goli – Mariusz Miąsko (GKS Jastrzębie),
12 goli – Damian Sołtysik (Raków Częstochowa) i Marek Suker (Ruch Radzionków),
11 goli – Wojciech Dzierżenga (Odra Opole), Damian Misan (Miedź Legnica) i Maksymilian Rogalski (Raków Częstochowa),
10 goli – Marcin Józefowicz (Gawin Królewska Wola) i Tomasz Waniek (Walka Zabrze).

### Baraże o II ligę
| 15 czerwca 2006 | Odra Opole    | 1:1   | Radomiak Radom |                                                             |
| 17:00           | Nakielski 50' | (0:1) | Kacprzak 6'    | Opole, Stadion Odry Widzów: 4000 Sędzia: Marek Ryżek (Piła) |

| 18 czerwca 2006 | Radomiak Radom                                                                       | 1:1 (pd.)               | Odra Opole                                                                            |                                                                         |
| 17:00           | Wachowicz 37'                                                                        | (1:1, 1:1, 1:1, k. 2:4) | Ganowicz 18'                                                                          | Radom, Stadion Radomiaka Widzów: 8500 Sędzia: Jarosław Żyro (Bydgoszcz) |
| 17:00           | · Krzysztof Nykiel · Zbigniew Wachowicz · Dariusz Rysiewski · Swetosław Byrkaniczkow | Rzuty karne             | · Marcin Rogowski · Marcel Surowiak · Marek Tracz · Dariusz Filipczak · Piotr Plewnia | Radom, Stadion Radomiaka Widzów: 8500 Sędzia: Jarosław Żyro (Bydgoszcz) |

Zwycięzca: Odra Opole (po rzutach karnych)

## Grupa IV

### Drużyny
| Uczestnicy poprzedniej edycji                                                                                 | Uczestnicy poprzedniej edycji | Uczestnicy poprzedniej edycji | Uczestnicy poprzedniej edycji |
| --- | ----------------------------- | ----------------------------- | ----------------------------- |
| TGO | Tłoki Gorzyce                 | 21                            |                               |
| MOT | Motor Lublin                  | 3                             |                               |
| STR | Stal Rzeszów                  | 4                             |                               |
| KMZ | Kmita Zabierzów               | 5                             |                               |
| HUT | Hutnik Kraków                 | 6                             |                               |
| GÓR | Górnik Wieliczka              | 7                             |                               |
| HET | Hetman Zamość                 | 8                             |                               |
| WMA | Wierna Małogoszcz             | 9                             |                               |
| WK2 | Wisła II Kraków               | 10                            |                               |
| SNS | Sandecja Nowy Sącz            | 11                            |                               |
| LEŻ | Pogoń Leżajsk                 | 12                            |                               |
| SSW | Stal Stalowa Wola             | 13                            |                               |
| Awans z IV ligi 2004/2005                                                                                     |                               |                               |                               |
| grupa lubelska                                                                                                |                               |                               |                               |
| AVI | Avia Świdnik                  | 1                             |                               |
| grupa małopolska wschód                                                                                       |                               |                               |                               |
| KOL | Kolejarz Stróże               | 12                            |                               |
| grupa podkarpacka                                                                                             |                               |                               |                               |
| SSA | Stal Sanok                    | 1                             |                               |
| grupa świętokrzyska                                                                                           |                               |                               |                               |
| BUS | AKS Busko-Zdrój               | 1                             |                               |
| Oznaczenia: - kolumna pierwsza – skróty nazw drużyn, - kolumna trzecia – miejsce zajęte w poprzednim sezonie. |                               |                               |                               |

Objaśnienia:
1. Tłoki Gorzyce przegrały baraże o awans do II ligi z Radomiakiem Radom.
2. Kolejarz Stróże wygrał baraże o awans do III ligi z Garbarnią Kraków.

### Tabela końcowa
| Lp. | Drużyna                 | M  | Z  | R  | P  | Bramki | Bramki | Różn. | Pkt | Uwagi                                                          | Bezpośrednio      |
| --- | ----------------------- | -- | -- | -- | -- | ------ | ------ | ----- | --- | -------------------------------------------------------------- | ----------------- |
| 1   | Kmita Zabierzów (M) (A) | 30 | 20 | 3  | 7  | 58     | 29     | +29   | 63  | Awans do II ligi                                               |                   |
| 2   | Stal Stalowa Wola (B)   | 30 | 18 | 8  | 4  | 36     | 16     | +20   | 62  | Baraże o II ligę                                               |                   |
| 3   | Avia Świdnik            | 30 | 15 | 10 | 5  | 41     | 25     | +16   | 55  |                                                                |                   |
| 4   | Górnik Wieliczka        | 30 | 13 | 13 | 4  | 53     | 30     | +23   | 52  |                                                                |                   |
| 5   | Stal Rzeszów            | 30 | 14 | 8  | 8  | 47     | 36     | +11   | 50  |                                                                |                   |
| 6   | Motor Lublin            | 30 | 13 | 10 | 7  | 54     | 29     | +25   | 49  |                                                                |                   |
| 7   | Hutnik Kraków           | 30 | 11 | 8  | 11 | 40     | 41     | −1    | 41  |                                                                |                   |
| 8   | Stal Sanok              | 30 | 10 | 10 | 10 | 36     | 35     | +1    | 40  |                                                                |                   |
| 9   | Sandecja Nowy Sącz      | 30 | 9  | 7  | 14 | 31     | 39     | −8    | 34  | SNS – KOL 3:0 KOL – SNS 2:1                                    |                   |
| 10  | Kolejarz Stróże         | 30 | 9  | 7  | 14 | 34     | 46     | −12   | 34  | SNS – KOL 3:0 KOL – SNS 2:1                                    |                   |
| 11  | Hetman Zamość           | 30 | 8  | 9  | 13 | 29     | 40     | −11   | 33  |                                                                |                   |
| 12  | AKS Busko-Zdrój         | 30 | 7  | 10 | 13 | 26     | 41     | −15   | 31  |                                                                |                   |
| 13  | Wierna Małogoszcz       | 30 | 6  | 10 | 14 | 35     | 44     | −9    | 28  | WMA: 7 pkt, różn. +3 WK2: 5 pkt, różn. +4 LEŻ: 4 pkt, różn. -7 |                   |
| 14  | Wisła II Kraków         | 30 | 6  | 10 | 14 | 32     | 37     | −5    | 28  | WMA: 7 pkt, różn. +3 WK2: 5 pkt, różn. +4 LEŻ: 4 pkt, różn. -7 |                   |
| 15  | Pogoń Leżajsk (S)       | 30 | 6  | 10 | 14 | 25     | 52     | −27   | 28  | WMA: 7 pkt, różn. +3 WK2: 5 pkt, różn. +4 LEŻ: 4 pkt, różn. -7 | Spadek do IV ligi |
| 16  | Tłoki Gorzyce (S)       | 30 | 7  | 3  | 20 | 23     | 60     | −37   | 24  |                                                                | Spadek do IV ligi |

* Czołówka strzelców: 17 goli – Piotr Bagnicki (Kmita Zabierzów) i Wojciech Fabianowski (Stal Rzeszów),
15 goli – Marcin Popławski (Motor Lublin),
11 goli – Damian Gil (Wierna Małogoszcz 7, AKS Busko Zdrój 4) i Michał Suchan (Górnik Wieliczka).

### Baraże o II ligę
| 15 czerwca 2006 | Stal Stalowa Wola | 1:0   | HEKO Czermno |                                                                                 |
| 17:00           | Iwanicki 28'      | (1:0) |              | Stalowa Wola, Stadion MOSiR Widzów: 3000 Sędzia: Marek Mikołajewski (Ciechanów) |

| 18 czerwca 2006 | HEKO Czermno           | 2:1   | Stal Stalowa Wola |                                                                       |
| 17:00           | Folc 9' · Kanarski 77' | (1:0) | Krawiec 55'       | Czermno, Stadion HEKO Widzów: 400 Sędzia: Adam Lyczmański (Bydgoszcz) |

Zwycięzca: Stal Stalowa Wola (dzięki bramkom na wyjeździe)